# Gwardamanġa
Gwardamanġa är en stadsdel i kommunen Tal-Pietà, i den sydöstra delen av Malta. Gwardamanġa ligger 30 meter över havet och antalet invånare är 1 200.
Terrängen runt Gwardamanġa är huvudsakligen platt, men västerut är den kuperad. En havsvik är nära Gwardamanġa åt nordost.
Runt Gwardamanġa är det i huvudsak tätbebyggt.